# Merethe Trøan
Merethe Trøan (Trondheim, 19 maggio 1970) è una cantante norvegese.
Ha rappresentato la Norvegia all'Eurovision Song Contest 1992 con il brano Visjoner.

## Biografia
Nel 1979 Merethe Trøan ha fondato insieme a sua sorella Elisabeth e ai fratelli Johnny e Stig Nordseth il gruppo Mesteljo (successivamente rinominato in Pastel), con cui nel 1985 ha partecipato al Melodi Grand Prix, il programma di selezione del rappresentante norvegese all'Eurovision Song Contest, finendo al 3º posto con la canzone Ring ring ring.
Dopo lo scioglimento del gruppo l'anno successivo, Merethe Trøan ha avviato la sua carriera come solista, tornando al Melodi Grand Prix nel 1992 e vincendo con Visjoner. Alla finale eurovisiva a Malmö si è piazzata al 18º posto su 23 partecipanti con 23 punti totalizzati. Ha preso parte nuovamente alla selezione eurovisiva norvegese l'anno successivo con Din egen stjerne, finendo 6ª.

## Discografia

### Album in studio
- 1996 – Søtt & salt
- 2018 – Andante

### Singoli
- 1992 – Visjoner
- 1993 – Din egen stjerne
- 1996 – Æ gir dæ min vår
- 1996 – Kom te mæ
- 2013 – Spor i snø
- 2018 – Om du vil